# Garden Towers

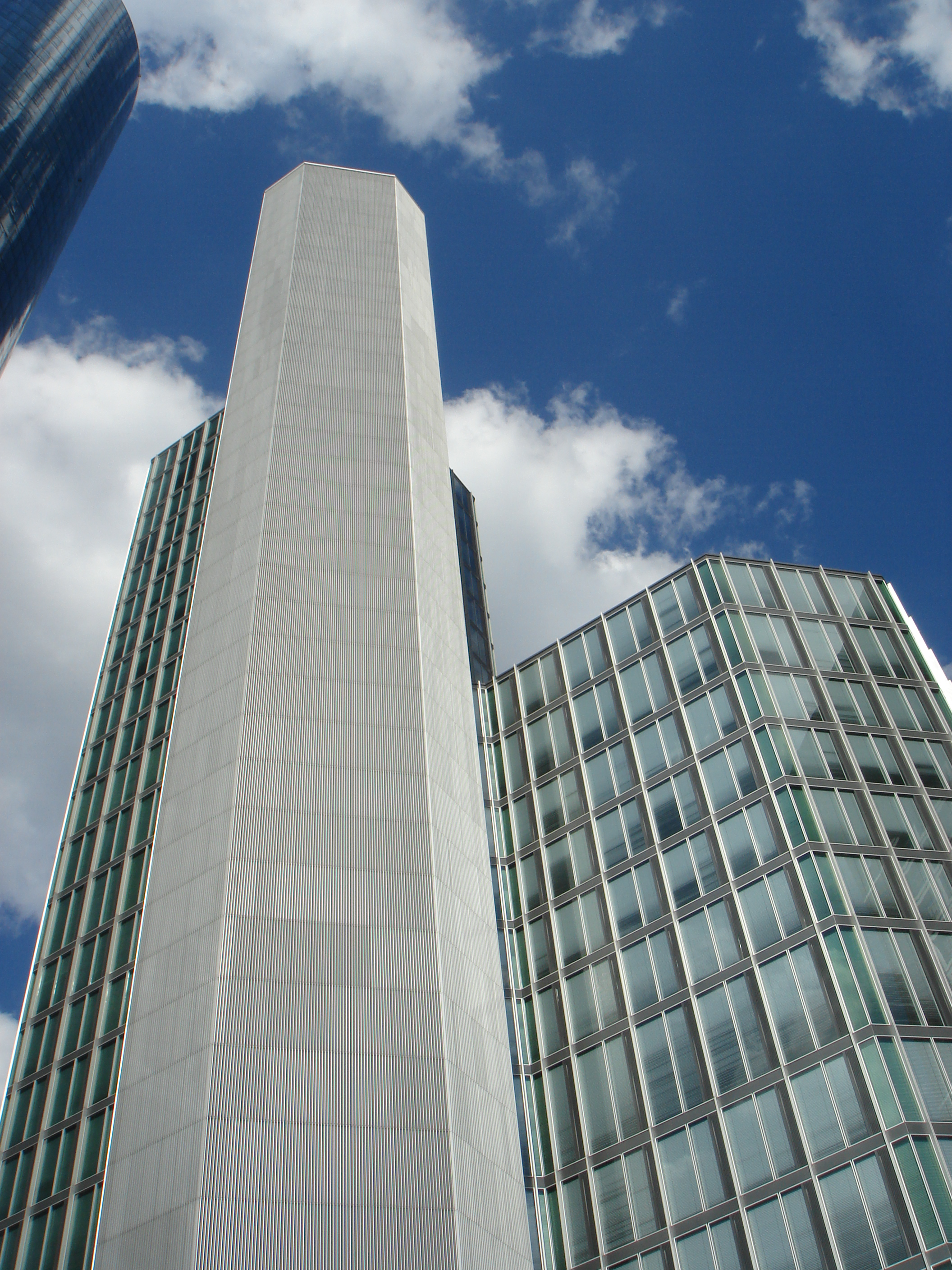
Les Garden Towers de la Neuen Mainzer Straße

Les Garden Towers sont un ensemble de gratte-ciel situés dans la ville de Francfort-sur-le-Main, en Allemagne. Le complexe des Garden Towers comporte deux tours :
- Tour A, 25 étages, 127 m de hauteur.
- Tour B, 14 étages.

Les deux tours ont été mises au point par la Novotny Mähner Assoziierte et ont été construites en 1976. Elles ont tout d'abord été occupées par la Landesbank-Hessen-Thüringen, qui s'est déplacée en 1999 dans le bâtiment voisin de la Main Tower. Aujourd'hui, plusieurs entreprises occupent les tours. En 2005, les buildings ont été l'objet d'une rénovation.